# Danio
Danio é um gênero de peixes teleósteos.

## Espécies
- Danio absconditus S. O. Kullander & Britz, 2015[2]
- Danio aesculapii S. O. Kullander & F. Fang, 2009
- Danio albolineatus (Blyth, 1860)
- Danio annulosus S. O. Kullander, Rahman, Norén & Mollah, 2015[3]
- Danio assamila S. O. Kullander, 2015[4]
- Danio catenatus S. O. Kullander, 2015[4]
- Danio choprae Hora, 1928[5]
- Danio concatenatus S. O. Kullander, 2015[4]
- Danio dangila (F. Hamilton, 1822)
- Danio erythromicron (Annandale, 1918)
- Danio feegradei Hora, 1937[2] (Yoma danio)
- Danio flagrans S. O. Kullander, 2012[5]
- Danio htamanthinus S. O. Kullander & Norén, 2016[6]
- Danio jaintianensis (N. Sen, 2007)
- Danio kerri H. M. Smith, 1931
- Danio kyathit F. Fang, 1998
- Danio margaritatus (T. R. Roberts, 2007)
- Danio meghalayensis N. Sen & S. C. Dey, 1985
- Danio muongthanhensis Nguyen, 2001
- Danio nigrofasciatus (F. Day, 1870)
- Danio quagga S. O. Kullander, T. Y. Liao & F. Fang, 2009
- Danio quangbinhensis Nguyen, Le & Nguyen, 1999
- Danio rerio (F. Hamilton, 1822)
- Danio roseus F. Fang & Kottelat, 2000
- Danio sysphigmatus S. O. Kullander, 2015[4]
- Danio tinwini S. O. Kullander & F. Fang, 2009
- Danio trangi Ngo, 2003